# نيكول بارنهارت
نيكول بارنهارت (بالإنجليزية: Nicole Barnhart) هي لاعبة كرة قدم أمريكية، ولدت في 10 أكتوبر 1981 في Pottstown, Pennsylvania ‏ في الولايات المتحدة. شاركت مع منتخب الولايات المتحدة لكرة القدم للسيدات. أما مع النوادي، فقد لعبت مع نادي كانساس سيتي.

## وصلات خارجية
- نيكول بارنهارت على موقع الاتحاد الدولي (مؤرشف)  (الإنجليزية)
- نيكول بارنهارت على موقع الاتحاد الأوربي (الإنجليزية)
- نيكول بارنهارت على موقع قاعدة بيانات كرة القدم.إي يو (الإنجليزية)
- نيكول بارنهارت على موقع Soccerway.com (الإنجليزية)
- نيكول بارنهارت على موقع اللجنة الأولمبية الدولية (الإنجليزية)
- نيكول بارنهارت على موقع أوليمبيديا (الإنجليزية)
- نيكول بارنهارت على موقع اللجنة الأولمبية والبارالمبية الأمريكية (الإنجليزية)